# Matucana intertexta
Matucana intertexta ist eine Pflanzenart in der Gattung Matucana aus der Familie der Kakteengewächse (Cactaceae). Das Artepitheton intertexta leitet sich von den lateinischen Worten inter für ‚vermischt‘ sowie textus für ‚verwoben‘ ab und verweist auf die verwobene Bedornung der Art.

## Beschreibung
Matucana intertexta wächst meist einzeln mit kugelförmigen bis breit zylindrischen, grünen Trieben und erreicht bei Durchmessern von 7 bis 18 Zentimetern Wuchshöhen von bis zu 30 Zentimeter. Es sind 14 bis 25 stumpfe, abgeflacht gehöckerte Rippen vorhanden. Die weißen, geraden oder leicht gebogenen, abstehenden bis etwas spreizenden Dornen werden im Alter dunkler. Es sind zunächst bis zu 20 Dornen von 0,5 bis 1 Zentimeter Länge vorhanden, die sich nicht in Mittel- und Randdornen unterscheiden lassen. Später werden zwei bis fünf Mitteldornen mit einer Länge von 2 bis 4 Zentimeter sowie zehn bis 25 Randdornen mit einer Länge von 0,7 bis 2 Zentimeter ausgebildet.
Die schiefsaumigen, hellorangefarbenen bis zinnober- und scharlachroten Blüten sind 7 bis 10,5 Zentimeter lang und weisen einen Durchmesser von 3,5 bis 8 Zentimeter auf. Ihre Blütenhüllblätter sind violett gerandet. Die kugelförmigen, grünen Früchte erreichen einen Durchmesser von 1 bis 1,8 Zentimeter.

## Verbreitung, Systematik und Gefährdung
Matucana intertexta ist in der peruanischen Region Cajamarca in Höhenlagen von 1500 bis 2300 Metern verbreitet.
Die Erstbeschreibung erfolgte 1963 durch Friedrich Ritter. Nomenklatorische Synonyme sind Submatucana intertexta (F.Ritter) Backeb. (1963) und Borzicactus intertextus (F.Ritter) Donald (1971).
In der Roten Liste gefährdeter Arten der IUCN wird die Art als „Data Deficient (DD)“, d. h. mit keinen ausreichenden Daten geführt.

## Nachweise